# Kurt-Helmut Schiebold
Kurt-Helmut Schiebold (* 17. Oktober 1947 in Simbach am Inn) ist ein Brigadegeneral a. D.

## Militärischer Werdegang
1969 erfolgte die Einberufung als Wehrdienstleistender mit späterer Übernahme als Soldat auf Zeit. Er erhielt eine Ausbildung und Einsatz zum/als Offizier der Fernmeldetruppe in Starnberg, Feldafing und München. 1972 begann er ein Studium der Nachrichtentechnik an der Fachhochschule der Luftwaffe und ab 1973 an der Hochschule der Bundeswehr, München, das er 1975 als Dipl.-Ing. (FH) abschloss. Danach war  er eingesetzt als ZgFhrOffz in der 2./mFmVerbBtl 870, Weingarten und als S3/FmOffz des mFmVerbBtl 870, Weingarten. 1977 erfolgte die Übernahme zum Berufssoldaten und ein Truppengattungswechsel zur Instandsetzungstruppe, Einsatz als InstStOffz der 4./GebInstBtl 8 in München. Drei Jahre später 1980 wurde er KpChef 4./EloInstBtl 210, München. 1981 erhielt er eine Ausbildung im 24. Generalstabs-/Admiralstabslehrgang der Führungsakademie der Bundeswehr (FüAkBw) in Hamburg und wurde 1983 Referent/Sachgebietsleiter beim Amt für Militärkunde (AMK) unter BrigGen Georg Bautzmann, München. Weitere Stationen waren:
- 1987 G3, Panzergrenadierbrigade 30, Ellwangen/Jagst unter Brigadegeneral Konrad Bader;
- 1989 Bataillonskommandeur Instandsetzungsbataillon 210, Engstingen;
- 1991 Dezernatsleiter, Amt für Nachrichtenwesen der Bundeswehr (ANBw) II, Bad-Neuenahr;
- 1992 Referent, Bundesministerium der Verteidigung Fü H II 2, Bonn;

Ebenfalls 1992 erfuhr Schiebold eine Ausbildung am NATO Defense College (NDC) in Rom und war danach als Leitreferent im BMVg FüS II 2 in Bonn beschäftigt. 1993 wurde er Senior Research Fellow beim Special Advisor for Central and Eastern European Affairs (CAEE), Chris Donnelly, im Büro von Generalsekretär (Dr. Manfred Wörner) im NATO-Hauptquartier in Brüssel. Planungsstabsoffizier (Policy) beim International Military Staff (IMS)/Plans&Policy (P&P) und Cooperation&Regional Security (C&RS) im NATO-Hauptquartier in Brüssel waren 1994 weitere Stationen. 1997 hatte er einen Einsatz als Direktor Joint Operations Center (JOC), Hauptquartier (HQ) SFOR, Ilidza in Bosnien und Herzegowina. 1998 avancierte er zum Chef des Stabes, Kommando Luftbewegliche Kräfte (KLK)/4. Division, ab Division Spezielle Operationen (DSO) in Regensburg unter GenMaj Volker Löw, GenMaj Christian Beck und GenMaj Hans Otto Budde, Regensburg. Nach einer Ausbildung am US Army War College, Carlisle (PA), U.S.A. 2001 erhielt er den Abschluss Master of Strategic Studies (MSS). Im Jahr 2002 erfolgte ein Einsatz als Kommandeur, Deutsches Einsatzkontingent FOX in Skopje, Mazedonien (Juli bis November 2002) und danach z. b. V. DSO, Regensburg. Von April 2003 bis Juni 2005 war er Stellvertretender Kommandeur DSO in Regensburg unter GenMaj Rainer Glatz. Von Oktober 2003 bis Januar 2004 war er als Kommandeur des ersten deutschen Einsatzkontingents KUNDUZ und Nationaler Befehlshaber in Kunduz in Afghanistan eingesetzt. Die Beförderung zum Brigadegeneral kam zum 1. April 2005. Danach wurde er General der Heereslogistiktruppen und Kommandeur der Technischen Schule Landsysteme und der Fachschule des Heeres für Technik (TSL/FSHT) in Aachen. Von Februar bis August 2009 erfolgte sein Einsatz als Deputy Chief of Staff Operations (DCOS OPS) im HQ KFOR, Pristina, Kosovo. Am 31. Oktober 2009 wurde er zur Ruhe gesetzt.
Seit Sommersemester 2010 hat er einen Lehrauftrag für „Disaster Management, Logistics- und Quality Management“ an der Bonn-Rhein-Sieg Universität für angewandte Wissenschaften im internationalen berufsbegleitenden MBA Studiengang CSR-NGO Management.

## Privates
Kurt-Helmut Schiebold ist verheiratet und hat zwei Söhne.

## Orden und Ehrenzeichen
- Verdienstkreuz am Bande des Verdienstordens der Bundesrepublik Deutschland (2004)
- Großes Goldenes Ehrenzeichen für Verdienste um die Republik Österreich (2009)
- Médaille de la Défense nationale in Gold, Frankreich (2003)
- Ehrenkreuz der Bundeswehr in Gold (1999), Silber (1987)
- Einsatzmedaillen der Bundeswehr SFOR, FOX, ISAF und KFOR, NATO Medaillen OpsFYR, OpsFYROM, OpsISAF und BalkanOps